# Anna Freud

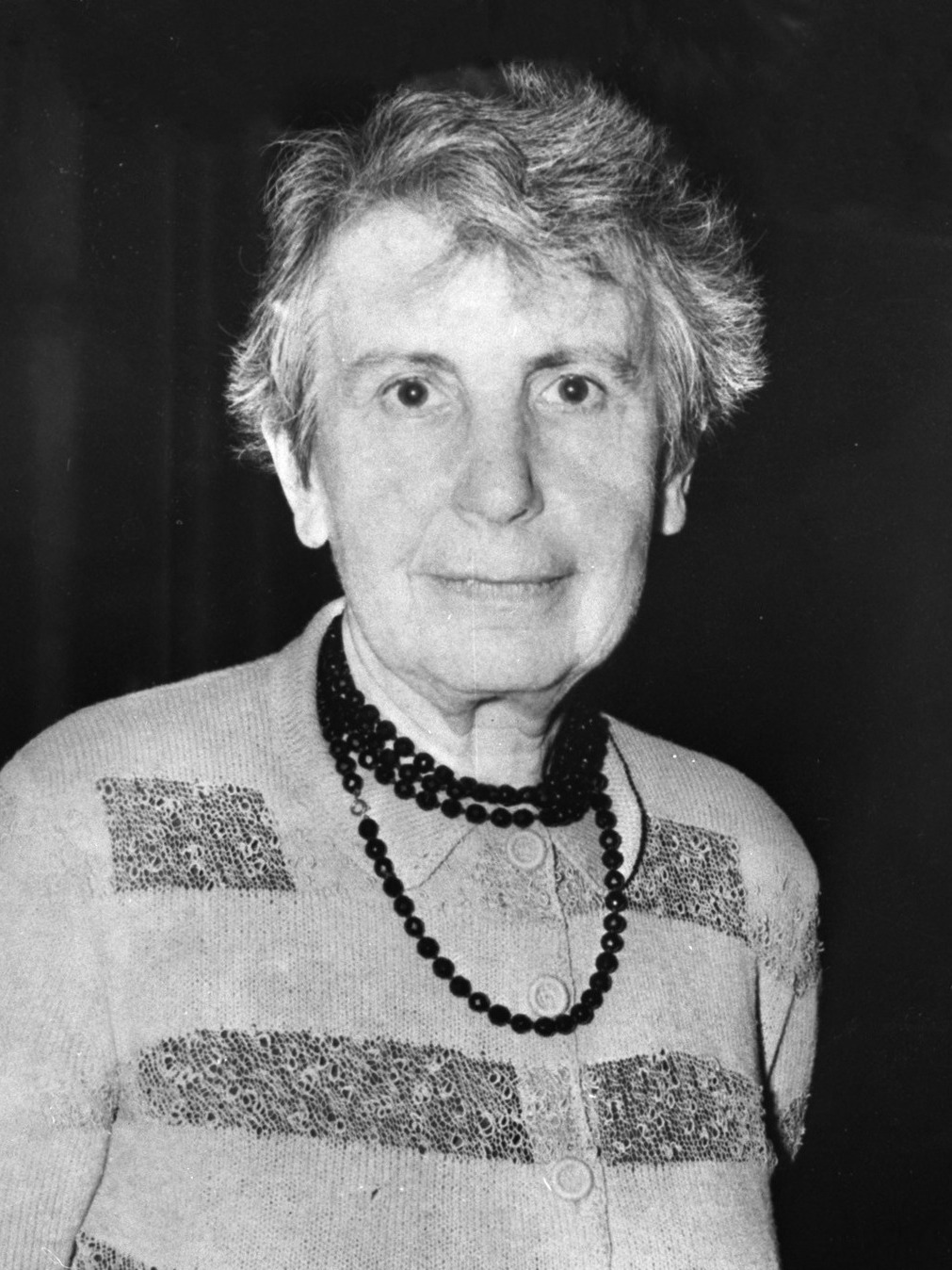
Anna Freud in 1957

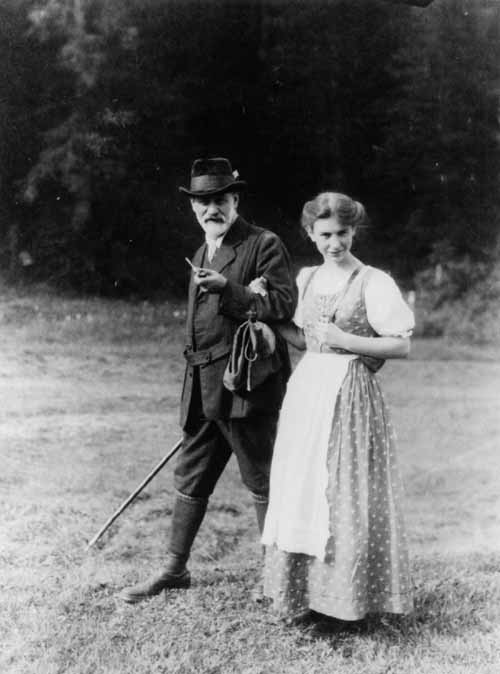
Sigmund en Anna Freud op vakantie in de Dolomieten (1913)

Anna Freud (Wenen, 3 december 1895 – Londen, 9 oktober 1982) was een Oostenrijks-Brits-joodse psychologe, het zesde en laatste kind van Sigmund en Martha Freud. Ze volgde in haar werk het pad van haar vader en werd psychoanalyticus.

## Levensloop
In 1901 ging Freud voor het eerst naar school. Op 15-jarige leeftijd begon ze haar vaders werk te lezen. Freud rondde haar vooropleiding af aan het lyceum in Wenen in 1912. Ze had op dat moment last van een depressie en wist niet goed wat ze moest gaan doen. Ze verhuisde naar Italië om bij haar grootmoeder te gaan wonen. In 1914 kreeg Freud een baan als docent op haar oude school in Wenen. Vier jaar later (1918) werd ze door haar vader behandeld met behulp van psychoanalyse. Dit wekte bij haar een grote belangstelling voor deze techniek. Na de afronding van haar behandeling presenteerde zij het verslag van haar ervaringen aan de Wiener Psychoanalytische Vereinigung, waarvan ze daarna ook lid werd. In 1923 begon ze een eigen psychoanalytische praktijk. Naast haar praktijk was Freud van 1925 tot 1934 secretaris van de International Psychoanalytical Association. In 1935 werd ze directrice van het Weense Psychoanalytische Trainings Instituut. Het jaar daarop publiceerde ze Het Ik en de afweermechanismen. Het werd een van de grondleggende teksten van de ego-psychologie en het vestigde haar reputatie als pionier.
In 1938 vluchtten de joodse Freuds naar Londen vanwege het opkomende nazigeweld. Tijdens de oorlog zette Anna Freud in Londen een centrum op voor jonge oorlogsslachtoffers, de Hampstead War Nursery. Hier observeerde ze de impact van een gebrek aan ouderlijke zorg op kinderen. Op basis van deze observaties publiceerde ze in samenwerking met Dorothy Burlingham een aantal onderzoeken naar de impact van stress op kinderen en de mogelijkheden om alternatieve bronnen van affectie te bieden aan kinderen wanneer de ouders dat niet meer kunnen.
Uiteindelijk ontwikkelde Freud zich tot een der grondleggers van de psychoanalyse bij kinderen. In 1947 begon ze samen met Kate Friedlaender de Hampstead Child Therapy Courses. Gedurende de jaren zeventig hield ze zich voornamelijk bezig met de problemen van sociaal achtergestelde en weinig affectief opgevoede kinderen, en het bestuderen van psychische afwijkingen en achterstanden in de ontwikkeling van kinderen. Anna Freud overleed op 86-jarige leeftijd, een jaar na de publicatie van haar verzamelde werken.

## Publicaties
De verzamelde publicaties van Anna Freud zijn in acht delen verschenen:
- Freud, Anna (1966-1980). The Writings of Anna Freud: 8 Volumes. New York: IUP.

In het Nederlands zijn onder andere verschenen:
- Freud, Anna (1973) Het Ik en de afweermechanismen. Bilthoven: Ambo.
- Freud, Anna (1974) Zieke kinderen. Bilthoven: Ambo
- Freud, Anna (1980) Het normale en het gestoorde kind : beoordelingen van de ontwikkeling van het kind tot volwassen persoonlijkheid. Rotterdam: Kooyker.

Ook wordt zij genoemd in Kleine ontwikkelingspsychologie deel 3, door Rita Kohnstamm. Hier wordt haar visie op adolescenten kort samengevat weergegeven. (ISBN 90-313-2456-6)

## Biografieën
- Coles, Robert (1992). Anna Freud: The Dream of Psychoanalysis. Addison-Wesley, Reading, Mass.. ISBN 0-201-57707-0.
- Peters, Uwe Henrik (1985). Anna Freud: A Life Dedicated to Children. Schocken Books, New York. ISBN 0-8052-3910-3.
- Young-Bruehl, Elisabeth (1988). Anna Freud: A Biography. Summit Books, New York. ISBN 0-671-61696-X. (Nederlandse vertaling Anna Freud; biografie. Amsterdam: Anthos/Diogenes, 1989, 2e dr. 1996, ISBN 9041401008).